# آباژور

آباژور رومیزی

آباژور (به فرانسوی: abat-jour) یا نورتاب نوعی پوشش برای چراغ و مانند آن است که نور را به پایین افکند. آباژور معمولاً از یک پایه و یک کلاهک (شید) تشکیل می‌شود بطوری‌که لامپ به پایه وصل شده و کلاهک اطراف لامپ را می‌پوشاند تا مانع از مشخص شدن لامپ شود. بیشتر نور آباژور از بالا و پایین کلاهک خارج می‌شود.
آباژور به دو صورت رومیزی و ایستاده در بازار موجود است.

### واژه‌شناسی
واژهٔ آباژور از فرانسوی وارد فارسی شده و دیکته اصلی آن abat-jour است.

### قطعات آباژور
اجزای انواع آباژور شامل چندین قطعه اصلی و فرعی می‌شوند: لامپ، کلاهک، بدنه و سیم برق جزو اجزای اصلی و هارپ، سرپیچ لامپ، قفل هارپ، لبه گلدانی، گردن بدنه، لوله نای شکل و پایه جزو اجزای فرعی هستند. در آباژورهای ایستاده معمولاً بدنه طول بلندتری دارد.

### کاربرد در دکوراسیون
انتخاب سبک و نوع روشنایی مناسب، تأثیر عمیقی بر زیبایی و دکور محل، علاوه بر تأمین روشنایی لازم دارد. در ایران مردم بیش‌تر روشنایی را متمرکز در محیط و به صورت چلچراغ و لوستر گزینش می‌کنند و در کنار آن از آباژور بیشتر برای تزئین بهره می‌جویند، در حالی که سامانه‌های روشنایی غیر-متمرکز مانند آباژور و چراغ‌های توکار هالوژن به زیباتر نشان دادن محیط و همچنین آرامش بخشی بر روی افراد ساکن در محل کمک زیادی خواهند کرد.

### تفاوت آباژور و چراغ خواب
چراغ خواب جنبه کاربردی دارد، آباژور جنبه تزئینی و زیبایی در دکوراسیون دارد، از آباژورها علاوه برای روشنایی شب می‌توان به عنوان یک مجسمه دکوری استفاده کرد.

### انواع آباژور
علاوه بر آباژورهای محبوب رومیزی، انواع ایستادهٔ آن نیز در تزئین و چیدمان منازل کاربرد بسیاری دارند. ویژگی مشترک هر دو نوع آباژور این است که از دو بخش کلاهک یا شید و پایه تشکیل شده است. امروزه تنوع اندازه و طرح آباژورها بسیار گسترده است و می‌توانید از میان هزاران مدل گوناگون، محصول دلخواهتان را بیابید.

#### ۱-آباژور ایستاده
برخلاف آباژورهای رومیزی که می‌توان در اغلب فضاها از آن‌ها استفاده کرد، آباژورهای ایستاده جنبه‌ای لوکس‌تر دارند و بهتر است در فضاهای خیلی کوچک از آن‌ها استفاده نکنید چراکه تمام زیبایی خود را نشان نمی‌دهند. این آباژورها معمولاً در گوشه‌های مبلمان قرار داده می‌شوند و به‌اصطلاح به آن‌ها کنار سالنی یا استند نیز می‌گویند.
آباژورهای ایستاده نیز همچون همتای رومیزی خود، از تنوع بالایی برخوردارند. کنار سالنی‌ها از تنوع شکل و جنس بسیاری زیادی برخوردارند و ممکن است در طراحی‌شان از انواع فلز، سنگ و شیشه استفاده شده باشد. از آن جایی که در اغلب موارد این آباژورها در گوشه‌های مبلمان قرار داده می‌شوند و خیلی در معرض تماس نیستند، عمر مفید آن‌ها بسیار زیاد است مگر اینکه براثر سهل‌انگاری در جابه‌جایی یا زلزله واژگون شده و آسیب جدی ببینند.

##### برخی از انواع آباژور ایستاده
- آباژور ایستاده چوبی
- آباژور ایستاده فلزی
- آباژور ایستاده کریستالی
- آباژور ایستاده شاخه ای
- آباژور ایستاده مدرن

#### 2- آباژور رومیزی
همان‌طور که از اسمش پیداست، این آباژورها به این شکل طراحی شده‌اند که روی میز یا سایر سطوح مرتفع قرار بگیرند. اغلب این آباژورها، پایه‌ای کوتاه دارند و سیم برقی که به آن‌ها وصل می‌باشد هم خیلی بلند نیست. به همین دلیل اگر می‌خواهید آباژور را روی میزی قرار دهید که از پریز برق فاصله دارد، حتماً این نکته را در نظر داشته باشید. این آباژورها علاوه بر زیبایی، می‌توانند تأثیر خوبی در نورپردازی محیط نیز داشته باشند و برای فضای نشیمن و پذیرایی یک انتخاب بسیار عالی هستند.

##### برخی از انواع آباژور رومیزی
- آباژور رومیزی چوبی
- آباژور رومیزی فلزی
- آباژور رومیزی کریستالی
- آباژور رومیزی شاخه ای
- آباژور رومیزی شیشه ای